# Mayadin
Mayadin is een plaats in het Syrische gouvernement Deir ez-Zor en telt ca 64.000 inwoners. In de stad zat van januari tot oktober 2017 ook het hoofdkantoor van de islamitische terreurgroep IS voor ze naar Al-Qá'im vertrok.